# 垣添徹
垣添 徹（かきぞえ とおる、1978年8月12日 - ）は、大分県宇佐市出身で藤島部屋（入門時は武蔵川部屋）に所属した元大相撲力士。本名同じ。愛称はトオル、カッキー。身長177cm、体重139kg、血液型はA型。最高位は東小結（2004年3月場所）。得意手は突き、押し。現在は年寄・雷。趣味は音楽鑑賞とサウナ入浴。

## 来歴
小学校時代にはわんぱく相撲全国大会に出場し、中学時代には全国中学校相撲選手権大会で優勝して中学生横綱となり、地元ではその強さが知れ渡っていた。中学時代には相撲部でありながら陸上競技の地区大会にも出場して活躍し、100メートル走で優勝している。また、大分の同郷である横綱・双葉山の生涯がNHKにてドラマ化された際には、少年時代の垣添が少年時代の双葉山役として出演を果たしている。宇佐市立北部中学校を卒業後、大分県立宇佐産業科学高等学校へ進学し、そこでも相撲部に所属して活躍した。
高校時代から相撲部屋や各大学からの勧誘を受けていたが、将来は指導者になりたいとの思いから教員養成系の日本体育大学体育学部武道学科へ進学した。自伝によると大学時代にはホームシックに悩まされていたという。大学4年生の時に学生横綱となり、インカレ全国学生相撲選手権大会団体戦においても活躍した。
2001年3月に角界入りして同年3月場所で初土俵を踏む予定だったが、前年の世界相撲選手権大会で左膝前十字靱帯を断裂して手術したために初土俵が遅れた。同年9月場所で幕下15枚目格付出で番付に載ったものの、その9月場所では全休した。腰と膝の慢性的な怪我の影響でやや昇進が遅れたものの、2003年3月場所に新十両へ昇進した。同年7月場所では11勝4敗の成績を挙げて初の十両優勝を果たし、翌9月場所において新入幕を果たした。
2004年1月場所では11勝4敗の好成績を挙げて自身初となる技能賞を受賞し、翌3月場所において新三役となる東小結へと昇進した。その3月場所では6勝9敗と負け越し、結果的に三役在位はこの1場所のみとなった。平幕に下がった翌5月場所は魁皇と千代大海の2大関に勝つも6勝9敗と2場所連続で負け越した。しかし、同年9月場所では又も千代大海に勝ち10勝5敗と1月場所以来の二桁勝利を挙げた。
2007年2月7日には日本大学出身で元・全日本新相撲王者である浅井栄美との入籍を発表した。

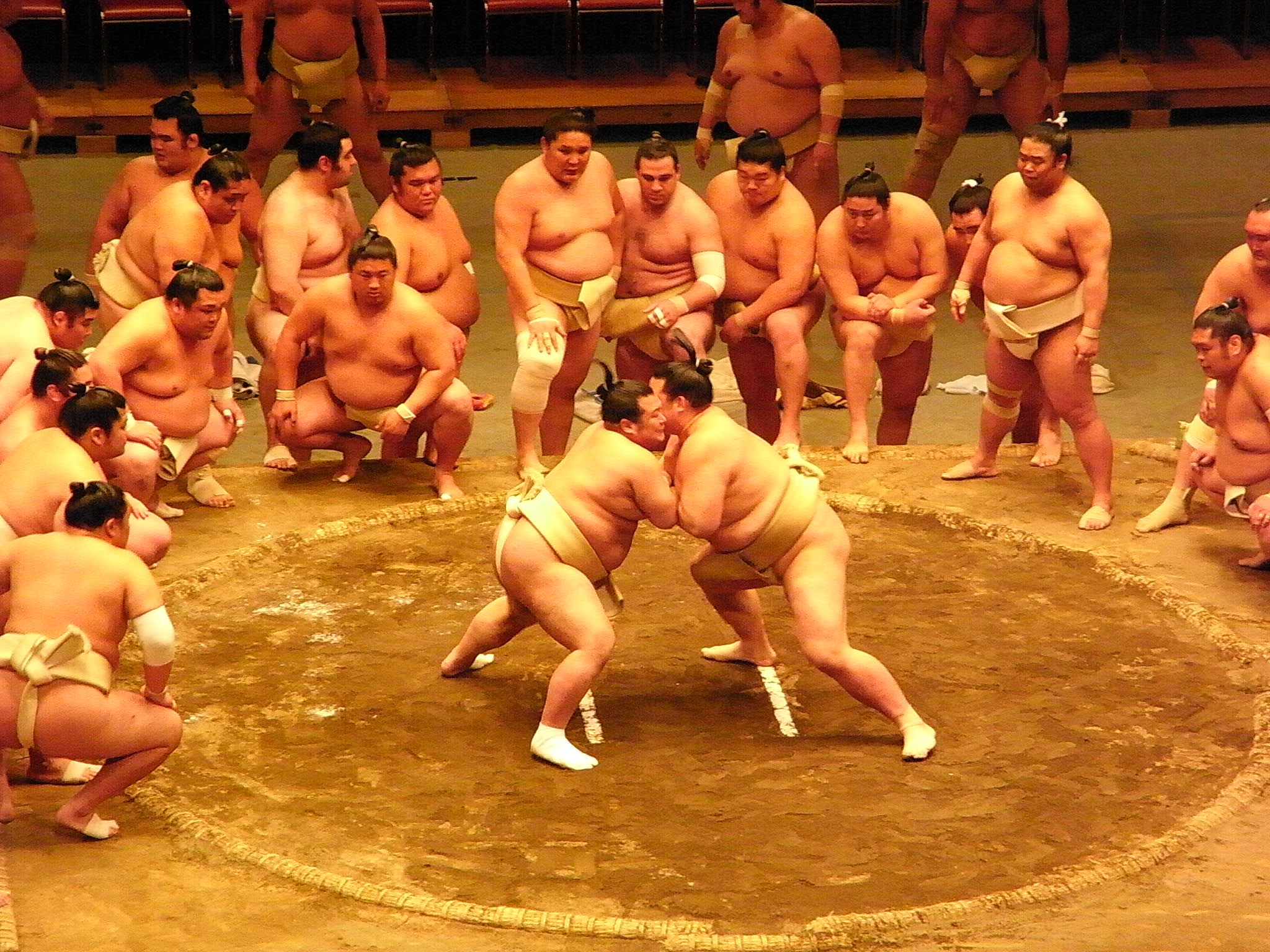
横綱審議委員会稽古総見での垣添関（2009年4月29日撮影）

岩木山を大の苦手としており、2003年9月場所における初顔合わせ以来16連敗していた。2009年11月場所3日目に、17回目の対戦にして初めて岩木山に勝利した。2010年1月場所では千秋楽に大関・魁皇と対戦が組まれて自身初となるこれより三役を経験した。
新入幕の場所から全く十両へ陥落することなく、長らく幕内中位から下位に定着していたものの、2010年には1場所も勝ち越しを果たせず、同年11月場所において43場所連続で務めた幕内から十両へ陥落した。2011年1月場所において西十両9枚目の位置で4勝11敗と大きく負け越してしまい幕下への陥落が濃厚となったため、同場所限りで引退する意向を一度は固めたものの、大学の同級生で長く付け人を務めてきた剣武の説得を受け翻意し、現役続行を決意した。
幕下へ陥落した同年5月技量審査場所でも3勝4敗と負け越したが、大相撲八百長問題で多くの力士が引退した影響により、負け越しの成績ながらも1場所での十両復帰を果たした。しかし、再十両となった翌7月場所では西十両11枚目の位置で1勝14敗と大敗を喫して、翌9月場所には再び幕下へ陥落した。さらに2012年3月場所では幕下で7戦全敗を喫してしまい、三役経験者の幕下以下での7戦全敗は史上初のこととなった。4番相撲で負け越しを確定させた際に妻から「まだ3番残っているじゃない」と励まされ、全盛期を知らない長男のためにせめて1番でも白星を挙げようと奮戦したが結果としてはそれもかなわなかった。
2012年4月25日に現役引退を表明し、幕内の豪風から年寄名跡を借りて年寄・押尾川を襲名して藤島部屋の部屋付き親方となった。大学の同級生である剣武と同時の引退表明であった。同年10月16日には16代雷（元幕内・春日富士）の退職に伴い空き名跡となっていた雷の年寄名跡を正式に取得して年寄・17代雷を襲名した。
2013年5月には本名である垣添徹の名義で、自伝となる『美しい黒星』（日刊スポーツ出版社）という著書を発表した。この著書には親友である剣武のインタビューも掲載されている。
同年6月1日には両国国技館において断髪式が行われた。
2013年8月29日にそれまで在籍していた藤島部屋から、同年4月に15代武蔵川（元横綱・武蔵丸）が再興した武蔵川部屋へ移籍した。2020年9月28日に、入間川部屋に転籍した。
2022年3月30日に協会は新職務分掌を発表し、雷が勝負審判に就任したことが明らかとなった。
2023年2月1日付で同年4月に停年となる16代入間川（元関脇・栃司）と師匠を交代し部屋を継承、部屋名を雷部屋と改めることが発表された。雷部屋としては62年ぶりの名称復活となる。部屋継承に際して「もう1回、初心に戻って、いい部屋にしていきたい。（師匠が）自分に替わってから、ダメになったと言われないようにしたい」と抱負を語った。
部屋継承後には獅司が幕内に昇進している。獅司は初土俵直後に雷部屋の前身となる入間川部屋に移籍した雷が育成しており、元栃司の入間川はすでに60代で隠居に近かったため、実質的に彼は雷の育ての弟子である。

### エピソード
- 2007年7月場所、東前頭16枚目で6勝9敗と負け越した。通常、この地位で9敗すると翌場所の十両陥落は免れないが、東方から西方に降格しただけで枚数も下がることなく西前頭16枚目の地位に留まり、奇跡的に幕内に残留することができた。
- 妻は日本大学女子相撲部OGで、大学卒業後に管理栄養士の資格を取得して垣添の食生活のサポートをしてきた。料理研究家としても活動している[2][10]。

## 主な成績

### 通算成績
- 通算成績：388勝430敗15休 勝率.474
- 幕内成績：299勝343敗3休 勝率.466
- 現役在位：63場所
- 幕内在位：43場所
- 三役在位：1場所（小結1場所）

### 各段優勝
- 十両優勝：1回（2003年7月場所）

### 三賞：金星
- 三賞：1回
  - 技能賞：1回（2004年1月場所）
- 金星：なし

### 場所別成績
| | 一月場所 初場所（東京） | 三月場所 春場所（大阪） | 五月場所 夏場所（東京） | 七月場所 名古屋場所（愛知） | 九月場所 秋場所（東京）   | 十一月場所 九州場所（福岡） |
| --- | ----------------------- | ----------------------- | ----------------------- | --------------------------- | ------------------------- | --------------------------- |
| 2001年 （平成13年） | x                       | x                       | x                       | x                           | 幕下付出15枚目 休場 0–0–7 | 東幕下55枚目 6–1            |
| 2002年 （平成14年） | 西幕下26枚目 4–3        | 東幕下23枚目 6–1        | 西幕下8枚目 1–1–5       | 西幕下28枚目 4–3            | 西幕下20枚目 4–3          | 東幕下14枚目 6–1            |
| 2003年 （平成15年） | 東幕下3枚目 5–2         | 東十両11枚目 9–6        | 東十両6枚目 10–5        | 東十両2枚目 優勝 11–4       | 東前頭11枚目 8–7          | 西前頭8枚目 8–7             |
| 2004年 （平成16年） | 東前頭5枚目 11–4 技     | 東小結 6–9              | 西前頭2枚目 6–9         | 西前頭5枚目 7–8             | 西前頭6枚目 10–5          | 東前頭2枚目 6–9             |
| 2005年 （平成17年） | 西前頭4枚目 8–7         | 西前頭2枚目 6–9         | 西前頭5枚目 9–6         | 東前頭筆頭 7–8              | 東前頭2枚目 7–8           | 西前頭2枚目 4–11            |
| 2006年 （平成18年） | 西前頭7枚目 8–7         | 東前頭6枚目 9–6         | 西前頭筆頭 6–9          | 西前頭3枚目 4–11            | 西前頭8枚目 9–6           | 西前頭4枚目 6–9             |
| 2007年 （平成19年） | 東前頭9枚目 8–7         | 西前頭6枚目 8–7         | 東前頭3枚目 0–12–3      | 東前頭16枚目 6–9            | 西前頭16枚目 9–6          | 東前頭14枚目 9–6            |
| 2008年 （平成20年） | 東前頭11枚目 6–9        | 西前頭14枚目 8–7        | 東前頭13枚目 6–9        | 西前頭15枚目 7–8            | 西前頭16枚目 10–5         | 東前頭8枚目 5–10            |
| 2009年 （平成21年） | 西前頭12枚目 8–7        | 東前頭12枚目 7–8        | 西前頭14枚目 8–7        | 西前頭8枚目 6–9             | 東前頭11枚目 9–6          | 西前頭5枚目 8–7             |
| 2010年 （平成22年） | 東前頭4枚目 6–9         | 西前頭7枚目 7–8         | 東前頭8枚目 7–8         | 西前頭9枚目 3–12            | 西前頭15枚目 3–12         | 東十両7枚目 7–8             |
| 2011年 （平成23年） | 西十両9枚目 4–11        | 八百長問題 により中止   | 西幕下筆頭 3–4          | 西十両11枚目 1–14           | 東幕下9枚目 4–3           | 西幕下6枚目 1–6             |
| 2012年 （平成24年） | 西幕下16枚目 3–4        | 西幕下22枚目 0–7        | 西幕下56枚目 引退 –     | x                           | x                         | x                           |
| 各欄の数字は、「勝ち-負け-休場」を示す。 優勝 引退 休場 十両 幕下 三賞：敢=敢闘賞、殊=殊勲賞、技=技能賞 その他：★=金星 番付階級：幕内 - 十両 - 幕下 - 三段目 - 序二段 - 序ノ口 幕内序列：横綱 - 大関 - 関脇 - 小結 - 前頭（「#数字」は各位内の序列） |                         |                         |                         |                             |                           |                             |

### 幕内対戦成績
| 力士名   | 勝数 | 負数 | 力士名   | 勝数 | 負数 | 力士名   | 勝数 | 負数 | 力士名   | 勝数 | 負数 |
| -------- | ---- | ---- | -------- | ---- | ---- | -------- | ---- | ---- | -------- | ---- | ---- |
| 朝青龍   | 0    | 13   | 朝赤龍   | 9    | 6    | 朝乃若   | 1    | 0    | 安美錦   | 5    | 8    |
| 阿覧     | 1    | 4    | 市原     | 1(1) | 0    | 岩木山   | 1    | 17   | 潮丸     | 2    | 0    |
| 皇司     | 6    | 0    | 隠岐の海 | 0    | 1    | 魁皇     | 2    | 10   | 海鵬     | 7    | 1    |
| 臥牙丸   | 0    | 2    | 鶴竜     | 3    | 5    | 春日王   | 10   | 4    | 春日錦   | 5    | 2    |
| 稀勢の里 | 3    | 5    | 北桜     | 1    | 2    | 北太樹   | 1    | 2    | 木村山   | 3    | 5    |
| 旭鷲山   | 9    | 5    | 旭天鵬   | 7    | 12   | 旭南海   | 0    | 1    | 金開山   | 2    | 1    |
| 豪栄道   | 1    | 5    | 光龍     | 3    | 1    | 黒海     | 10   | 9(1) | 琴欧洲   | 4    | 7    |
| 琴春日   | 1    | 1    | 琴奨菊   | 1    | 4    | 琴ノ若   | 2    | 3    | 琴光喜   | 6    | 8    |
| 琴龍     | 3    | 1    | 境澤     | 1    | 0    | 霜鳳     | 7    | 9    | 十文字   | 9    | 2    |
| 蒼国来   | 0    | 1    | 貴ノ浪   | 0    | 1    | 隆乃若   | 1    | 0    | 高見盛   | 7    | 13   |
| 豪風     | 9    | 9    | 玉飛鳥   | 3    | 0    | 玉春日   | 4    | 6    | 玉乃島   | 10   | 9    |
| 玉力道   | 0    | 1    | 玉鷲     | 5    | 5    | 千代大海 | 5    | 7    | 千代白鵬 | 3    | 1    |
| 時津海   | 4    | 5    | 時天空   | 4    | 7    | 德瀬川   | 0    | 3    | 土佐ノ海 | 11   | 4    |
| 土佐豊   | 5    | 1    | 栃東     | 1    | 7    | 栃煌山   | 5    | 4    | 栃栄     | 1    | 1    |
| 栃ノ心   | 5    | 6    | 栃乃洋   | 4    | 9    | 栃乃花   | 2    | 1    | 豊桜     | 3    | 3    |
| 豊ノ島   | 3    | 4    | 豊響     | 4    | 6    | 白馬     | 0    | 3    | 白鵬     | 1    | 9    |
| 白露山   | 6    | 3    | 把瑠都   | 2    | 2    | 日馬富士 | 2    | 7    | 普天王   | 5    | 7    |
| 寶智山   | 2    | 0    | 豊真将   | 3    | 6    | 北勝力   | 14   | 4    | 将司     | 1    | 3    |
| 猛虎浪   | 0    | 2    | 山本山   | 1    | 3    | 燁司     | 0    | 1    | 嘉風     | 11   | 5    |
| 龍皇     | 3    | 0    | 露鵬     | 5(1) | 2    | 若麒麟   | 0    | 3    | 若兎馬   | 2    | 0    |
| 若の里   | 8    | 9    | 若ノ鵬   | 1    | 1    |          |      |      |          |      |      |

## 改名歴
- 垣添 徹（かきぞえ とおる）2001年9月場所 - 2012年5月場所

## 年寄変遷
- 押尾川 徹（おしおがわ とおる）2012年4月25日 - 2012年10月16日
- 雷 徹 （いかずち とおる） 2012年10月16日 -

## 著書
- 『美しい黒星』（日刊スポーツ出版社、2013年）